# Philip Craven
Philip Craven, (Kt.), MBE (Bolton, 4 de julho de 1950) é um ex-atleta E  ex-presidente paralímpico britânico. Entre 2001 e 2017 foi presidente do Comitê Paraolímpico Internacional (IPC).

## Carreira

### Atleta
Craven representou a Grã-Bretanha no basquetebol em cadeira de rodas em cinco edições dos Jogos Paraolímpicos, de 1972 a 1988. Ele também competiu no atletismo e natação nos Jogos de 1972.
Ganhou a medalha de ouro no basquete de cadeira de rodas durante o Campeonato Mundial em 1973, e de bronze em 1975, além de duas medalhas de ouro (1971 e 1974) e uma de prata (1993) no Campeonato Europeu da modalidade. Também ganhou o ouro na Copa dos Campeões da Europa em 1994, e ouro nos Jogos da Commonwealth em 1970.

### Comitê Paraolímpico Internacional
Craven foi um dos responsáveis por pavimentar o caminho para o estabelecimento de uma federação independente para o basquete de cadeira de rodas, após presidir a seção de basquetebol da Federação Internacional dos Jogos de Stoke Mandeville (ISMGF). A modalidade tornou-se independente com auto-regulamentação da Federação Internacional de Basquetebol em Cadeira de Rodas (IWBF) em 1993. No primeiro congresso oficial da IWBF, em Edmonton, foi eleito o primeiro presidente da IWBF em 1994, onde ocupou o cargo até 1998. Sob sua administração a IWBF formalizou uma aproximação estreira de trabalho com a FIBA, o órgão mundial que rege o basquetebol, para legitimar ainda mais o basquetebol de cadeira de rodas a nível mundial.
Em 2001, Philip Craven foi eleito como o segundo presidente do Comitê Paraolímpico Internacional, cargo que ocupou até 2017.
Em 10 de setembro de 2015, durante visita ao novo Centro Paralímpico Brasileiro, no bairro do Jabaquara, em São Paulo, foi agraciado com a Ordem do Ipiranga, no grau de cavaleiro, pelo governador Geraldo Alckmin.